# 9429 Poreč
9429 Poreč là một tiểu hành tinh vành đai chính với chu kỳ quỹ đạo là 1925.0317764 ngày (5.27 năm).
Nó được phát hiện ngày 14 tháng 3 năm 1996.